# Německý Kamerun
Německý Kamerun (německy Kamerun) byl mezi lety 1884–1919 německou kolonií v Africe na území dnešního státu Kamerun. Kolonie měla zpočátku rozlohu 495 000 km², ale po záboru oblasti Neukamerun v roce 1911 měla rozlohu 790 000 km². Do německého Kamerunu patřily i oblasti severního Gabonu a Konga, dále západní oblasti Středoafrické republiky, jihozápadní část Čadu a nejvýchodnější oblasti Nigérie.
Versailleskou smlouvou v roce 1919 přešel Kamerun oficiálně pod správu společnosti národů a byl rozdělen na britský a francouzský Kamerun. V roce 1961 z části britského a francouzského Kamerunu vznikl dnešní stát Kamerun.

## Symbolika

Návrh vlajky pro Německý Kamerun
Návrh znaku